# 毒蛸
毒蛸，八腕目章鱼科双章鱼属的一个种，主要分布于澳大利亚南大堡礁至新南威尔士北部，拉帕岛，南太平洋和琉球群岛，最大胴体长度100毫米。